# Hiệp hội các nhà sản xuất thiết bị điện quốc gia của Mỹ
Hiệp hội các nhà sản xuất thiết bị điện quốc gia của Mỹ (National Electrical Manufacturers Association (NEMA)) là hiệp hội thương mại lớn nhất của các nhà sản xuất thiết bị điện tại Hoa Kỳ. Nó được thành lập vào năm 1926 và duy trì trụ sở tại Rosslyn, Virginia, ngay bên ngoài Washington, DC. Nó có xấp xỉ 450 công ty thành viên sản xuất các sản phẩm được sử dụng trong phát điện, truyền tải, phân phối, điều khiển và sử dụng điện. Các sản phẩm này được sử dụng trong các ứng dụng, công nghiệp, thương mại, tổ chức, và dân cư. Bộ phận chụp chẩn đoán y khoa & liên minh công nghệ (MITA) của hiệp hội này đại diện cho các nhà sản xuất hàng đầu trong lĩnh vực thiết bị chụp chẩn đoán y khoa bao gồm các sản phẩm MRI, CT, x-quang và siêu âm. NEMA cũng có văn phòng tại Bắc Kinh và Mexico City.
Ngoài các hoạt động vận động hành lang, NEMA còn xuất bản hơn 600 tiêu chuẩn, hướng dẫn ứng dụng, sách trắng, và tài liệu kỹ thuật. Trong số các tiêu chuẩn chính của nó có phích cắm AC và ổ cắm AC; các đầu nối NEMA là tiêu chuẩn chung của Bắc Mỹ và cũng được sử dụng bởi một số quốc gia khác.